# رودريغو تومسون
رودريغو تومسون (1 يونيو 1993 في البرازيل - ) هو لاعب كرة قدم برازيلي في مركز الهجوم.

## وصلات خارجية
- رودريغو تومسون على موقع قاعدة بيانات كرة القدم.إي يو (الإنجليزية)